# 宝翰類聚
宝翰類聚（ほうかんるいじゅ）は、盛岡藩最古の古文書で、盛岡南部家及び一族、家臣の家、寺院などに伝来した古記録、由緒集を集成。

## 概要
寛保元年(1741年)、盛岡藩8代藩主南部利視の命により、各藩士から所伝の古記録、由緒が提出された。これらを、盛岡藩士 伊藤祐清、円子記精親によりまとめたもので、初代藩主信直、2代藩主利直二代にわたる古文書が中心になっている。乾・坤巻からなる。
収録文書数175通他、盛岡南部家当主の詠歌40首を収める。
原本の存在は知られておらず、江戸時代の写本が岩手県立図書館新渡戸文書に収められている。